# Sertularia ceylonensis
Sertularia ceylonensis is een hydroïdpoliep uit de familie Sertulariidae. De poliep komt uit het geslacht Sertularia. Sertularia ceylonensis werd in 1921 voor het eerst wetenschappelijk beschreven door Stechow. 